# Граф, Штеффи
Ште́фани Мари́я «Ште́ффи» Граф (нем. Stefanie Maria "Steffi" Graf; 14 июня 1969, Мангейм) — немецкая теннисистка.

## Достижения
- Обладательница «Золотого Большого шлема» 1988 года.
- Лучшая в мире спорта по итогам 1988 года.
- Обладательница «неклассического» Большого Шлема в 1993-94 годах.
- 7 раз объявлялась чемпионкой мира по окончании сезонов (рекорд) — 1987—1990, 1993, 1995, 1996.
- Рекордные 8 сезонов оканчивала в ранге первой ракетки мира.
- Рекордные тринадцать раз подряд выходила в финалы турниров Большого Шлема (с Ролан Гаррос-87 до Ролан Гаррос-90).
- Пятикратная победительница итогового турнира женской теннисной ассоциации (Virginia Slims Championships, Chase Championships) (1987, 1989, 1993, 1995, 1996).
- Вместе с австралийкой Маргарет Смит-Корт являются единственными игроками в теннисе, пять раз выигравшими по три турнира Большого Шлема в один календарный год (у Граф это сезоны 1988, 1989, 1993, 1995, 1996).

### Победительница турниров Большого шлема
- Открытый чемпионат Австралии по теннису — 1988, 1989, 1990, 1994
- Открытый чемпионат Франции по теннису — 1987, 1988, 1993, 1995, 1996, 1999
- Уимблдонский турнир — 1988, 1989, 1991, 1992, 1993, 1995, 1996
- Открытый чемпионат США по теннису — 1988, 1989, 1993, 1995, 1996

### Победительница и призер Олимпийских игр
- Летние Олимпийские игры 1988 года в Сеуле — золото в одиночном разряде
- Летние Олимпийские игры 1988 года в Сеуле — бронза в парном разряде (в паре с К. Коде-Кильш)
- Летние Олимпийские игры 1992 года в Барселоне — серебро в одиночном разряде

## Биография
Граф — одна из лучших теннисисток XX столетия. Эпоха Граф началась 17 августа 1987 года, когда она официально стала первой ракеткой мира, оттеснив на вторую позицию Мартину Навратилову. С небольшими перерывами Граф была лучшей на протяжении 10 лет.
В общей сложности побеждала на турнирах Большого шлема 22 раза в одиночном и один раз в парном разряде (в паре с Габриэлой Сабатини Граф выиграла «Уимблдон» 1988 года, победив в финале советских теннисисток Звереву и Савченко). В период с 1986 по 1999 год неоднократно выигрывала различные турниры WTA. Всего выиграла 107 одиночных турниров WTA (третий показатель в истории тенниса после Навратиловой и Эверт).
В 1988 году провела самый короткий финал турнира Большого шлема в истории. За 34 минуты в финале «Ролан Гарроса» Граф переиграла советскую теннисистку Наталью Звереву (счёт встречи 6:0, 6:0).

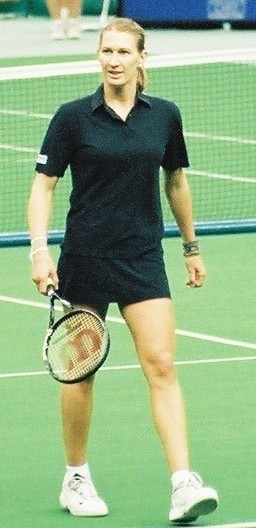
2000 год. Нагоя. «Прощальное» турне

В 1989 году из 86 проведённых матчей проиграла только 2. За сезон выиграла 14 турниров из 16. C июня 1989 года по апрель 1990 года не проиграла ни одного матча. Беспроигрышная серия составила 66 матчей (второй показатель в истории после Навратиловой).
Граф — единственная теннисистка, выигравшая каждый турнир Большого шлема минимум 4 раза. В 1988 году Граф стала третьей обладательницей Большого шлема (после Морин Конноли и Маргарет Корт), выиграв все 4 турнира Большого шлема в одном сезоне. В этот год она выиграла и олимпийское «золото» в Сеуле. Это уникальное достижение (4 турнира Большого шлема и победа на Олимпиаде) получило название Золотой шлем. В 1993—1994 годах она также выиграла подряд 4 турнира Большого шлема, но так как победы случились не в одном сезоне, повторно Большой шлем завоевать официально не получилось.
Штеффи Граф родилась в западногерманском городе Мангейме 14 июня 1969 года в семье Петера и Хайди Граф. Через два года у Штеффи появился брат Михаэль. В 3-летнем возрасте вместе с семьёй Штеффи переехала в небольшой  городок Брюль в регионе Баден-Вюртемберг. Именно в Брюле девочка стала заниматься теннисом. Она впервые взяла в руки ракетку в три года. Первым тренером и координатором всех действий девочки стал отец Петер Граф - страховой агент и продавец подержанных машин. С 27 лет Петер Граф был большим поклонником тенниса и чуть позже получил диплом тренера. Отец разглядел в маленькой дочери задатки хорошего теннисиста - большую двигательную активность и координированность. С 1977 года, убежденный в исключительном теннисном даровании дочери, Петер Граф целиком посвятил себя спортивному развитию и успеху Штеффи. Восхождение к теннисному Олимпу Граф начала с 12 лет, победив на турнире «Оранжевая чаша» в 1981-м, а в следующем году уже стала лучшей в Европейской лиге чемпионов. В возрасте 13 лет и 4 месяцев в 1982 году дебютирует во взрослых профессиональных соревнованиях на турнире в Штутгарте. Столь раннее начало профессиональной карьеры произошло благодаря высоким достижениям Граф среди юниоров. В 13 лет она свободно переигрывала 18-летних и практически не испытывала конкуренции в своей стране в этой возрастной группе. «Вундеркинд столетия», как стали называть Граф специалисты, очень быстро завоевывала позиции во взрослом теннисе. В 14 лет по инициативе отца Штеффи Граф перестала посещать занятия в школе (стала учиться заочно) и все усилия направила на свою теннисную карьеру. Спортивный график Штеффи строго контролировался отцом, который ограничивал количество её выступлений на международных соревнованиях ввиду юного возраста. Например, в 1985 году Штеффи сыграла только в 10 турнирах до US Open, в то время как другая восходящая звезда Габриэла Сабатини сыграла за этот период 21 турнир. Многочисленные приглашения на соревнования и различные мероприятия отклонялись Петером Графом; все внимание было сосредоточено на тренировках Штеффи, её личная жизнь также была закрыта от прессы. Всё это привело к улучшению игры спортсменки и уже в 1985 году она вошла в десятку сильнейших в мировом рейтинге. А с 1986 года начинает обыгрывать многолетнего лидера женского тенниса М.Навратилову (первую победу над Навратиловой Граф одержала на Открытом чемпионате Германии весной 1986 года со счётом 6:2, 6:3). В 1986 году Штеффи Граф выигрывает восемь крупных турниров WTA и к концу сезона становится третьей ракеткой мира, вплотную приблизившись к Эверт и Навратиловой. В 1987 году становится первой ракеткой мира. Этот сезон ознаменован решающими встречами Штеффи Граф с Навратиловой. Граф, пропустив Открытый чемпионат Австралии, начинает сезон очень убедительно и не проигрывает ни одной встречи вплоть до Уимблдона. Она побеждает в 45 матчах, выиграв 7 турниров подряд. Это лучшее начало сезона профессионала в теннисе. Штеффи берет свой первый турнир Большого Шлема — Ролан Гаррос. В захватывающем финале в трех сетах обыграна Навратилова. Штеффи на тот момент становится самой юной победительницей этого турнира (ей нет ещё 18 лет). Только в финале Уимблдона Навратилова находит слабое место Граф — бекхенд. И с трудом, но обыгрывает Граф. Отныне Мартина очень тщательно готовится ко встречам именно со Штеффи. Они встречаются и в финале заключительного турнира Большого Шлема Открытого чемпионата США. Навратилова вновь побеждает, но статус первой ракетки мира переходит к Граф, так как по общей результативности показатели Штеффи лучше. В своем дебютном в роли лидера сезоне Штеффи Граф выигрывает 11 турниров и из 75 матчей проигрывает только 2 игры. В конце сезона Штеффи Граф побеждает на итоговом турнире среди сильнейших теннисисток планеты и становится чемпионкой мира.
Последующие два сезона прошли при полном доминировании Штеффи Граф в женском теннисе. В лучшем для себя сезоне 1988 года Штеффи Граф выигрывает 12 турниров WTA, уступив лишь три матча (дважды проиграла Габриэле Сабатини и один раз под занавес сезона Пэм Шрайвер). Стоит отметить, что Штеффи играла во всех финалах супертурниров Большого Шлема, начиная с Ролан Гаррос-87 до Ролан Гаррос-90 включительно. Феноменальное достижение. Только проигрыш в равном и очень затяжном матче Аранче Санчес Викарио в финале Ролан Гаррос-89 не позволил Штеффи повторить легендарный рекорд Рода Лейвера, выигравшего два Больших Шлема. В этот период продолжилось соперничество Граф с Навратиловой, которая несмотря на возраст сохраняла второе место в классификации. Три сезона подряд (1987-89 гг) они встречались между собой в финалах Уимблдона. В 1988-89 годах Штеффи стабильно переигрывала Мартину на крупнейших соревнованиях, но в 1990 году оступилась на стадии полуфинала Уимблдона и Мартина Навратилова в 9 раз выиграла самый престижный турнир года. В 1990 году Штеффи Граф уже не была однозначным лидером, хотя и сохраняла первенство в классификации. Сразу четыре теннисистки претендовали на звание сильнейшей- Граф, Навратилова, Селеш и Сабатини.
В 1991 году Граф установила рекорд, в течение 186 недель подряд удерживая титул первой ракетки мира (в 2008 году это достижение превзошёл Роджер Федерер). В 1997 году Граф довела до 377 недель своё пребывание на вершине теннисного Олимпа (в 2023 году это достижение превзошёл Новак Джокович).
С начала 1987 года по август 1997 года неизменно входила в число двух сильнейших теннисисток мирового рейтинга.
Тренерами Штеффи Граф в период её взрослой профессиональной карьеры было несколько специалистов. На первоначальном этапе тренером являлся отец спортсменки Петер Граф, который периодически привлекал к тренировкам дочери нескольких профессиональных тренеров. С 1986 года по инициативе отца тренером на постоянной основе стал бывший чехословацкий теннисист Павел Сложил, с которым Граф перестала сотрудничать в период кризиса в игре и появления Моники Селеш в 1991 году. С 1992 года и до конца карьеры тренером Граф был швейцарский специалист Хайнц Гюнтхардт, с которым немка вновь стала первой ракеткой мира и значительно разнообразила свой технический арсенал. Интересный факт - с обоими тренерами Граф выступила в миксте Уимблдона (со Сложилом в 1988 году, с Гюнтхардтом - в 1992 и 1996 годах). Эти соревнования для немки были скорее разминочными перед основными матчами в одиночном разряде.

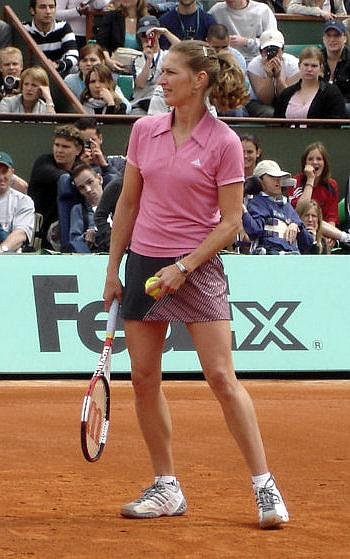
2005 год

С 1989 года начинается бескомпромиссное соперничество Граф с югославской теннисисткой Моникой Селеш. В дальнейшем это соперничество назовут самым захватывающим в истории женского тенниса[уточнить]. Уже в первых встречах 15-летняя Селеш дает настоящий бой первой ракетке мира. Игра Селеш являлась революционной для того времени — с обеих сторон она играла держа ракетку двумя руками, что делало её удары очень сильными; постоянно била по восходящему мячу, что значительно увеличивало скорость розыгрышей; первой из теннисисток стала использовать выкрики при ударах, что в те годы воспринималось крайне негативно, но не запрещалось правилами; ментально она, как и Граф, была очень устойчива и непоколебима на протяжении всего матча. В 1990 году Селеш начинает переигрывать Граф. Впервые Селеш обыгрывает Граф в финале Открытого чемпионата Германии 1990 года. Прервана беспроигрышная серия из 66 матчей. Менее чем через месяц Селеш вновь побеждает Граф — в финале Ролан Гаррос. К концу сезона Селеш находится уже на второй позиции в классификации. Весной 1991 года югославская теннисистка обходит Граф в рейтинге и становится сильнейшей. Сезоны 1991-92 они соперничают только между собой и вдвоем делят победы в турнирах Большого Шлема (Уимблдон остаётся за Граф, остальные 3 турнира за Селеш). В очных встречах Граф выступает лучше и из пяти встреч выигрывает три (итоговый баланс 10:6 в пользу Граф), но в целом по результативности югославка сильнее. Весной 1993 года на турнире в Гамбурге Селеш ранит ножом в спину душевнобольной поклонник Штеффи Граф Гюнтер Пархе. Физическая травма оказалась незначительной, но психологическое состояние Селеш было сильно нарушено, и она на два с лишним года прекращает выступления. В июле 1995 года Селеш возвращается в Тур, но уже не побеждает. Граф же в это время вновь доминирует в женском теннисе. Известная теннисистка Пэм Шрайвер заявляла по этому поводу: «Мы потеряли главную интригу целого поколения». Всё шло к тому, что дуэль Граф-Селеш продлится многие годы и станет не менее выдающейся, чем соперничество Навратилова-Эверт. Этого не получилось.
После трагедии с Селеш Штеффи Граф последовательно выигрывает 4 турнира Большого Шлема — Ролан Гаррос, Уимблдон и Открытый чемпионат США в 1993 году, а также Открытый чемпионат Австралии в 1994 году. Таким образом она завоевывает некалендарный Большой Шлем. В 1994 году главной соперницей Штеффи становится испанка Санчес-Викарио. Но такого напряженного соперничества, как с Селеш, не происходит. Серьёзной и неудобной соперницей Граф становится француженка Мари Пьерс. После некоторого спада в игре в 1994 году, в последующие сезоны 1995-96 годов Штеффи Граф вновь является безоговорочным лидером. В этот период она выигрывает все турниры Большого Шлема, в которых принимает участие. Её давние соперницы Селеш, Сабатини, Санчес-Викарио, Новотна, Пьерс играют менее остро, а молодые перспективные теннисистки Хингис, Дэвенпорт, Венус Уильямс ещё не достигли такого уровня мастерства.
В 1995-96 годах Граф делила звание первой ракетки мира с Селеш. Организация WTA приняла такое решение, чтобы помочь вернувшейся после нападения в 1993 году Селеш в мировой Тур. Однако в конце 1996 года Граф, согласно достигнутым результатам на корте, вновь стала первой ракеткой мира единолично.
Штеффи Граф успешно выступала и в парных соревнованиях. Весной 1988 года вновь объединилась в паре с Габриэлой Сабатини (ранее они периодически выступали вместе и дважды выходили в финалы Ролан Гаррос в 1986-87 годах). Дуэт Граф-Сабатини сразу же начал побеждать. Вместе они выиграли Уимблдон-88, играли в финале Ролан Гаррос-89, где уступили советскому дуэту Зверева-Савченко. В том же сезоне из-за загруженности календаря и по обоюдному согласию спортсменок парный состав распался. На Олимпиаде в Сеуле в 1988 году вместе с соотечественницей Клаудией Коде-Кильш завоевала бронзу в парном разряде. Штеффи эпизодически также выступала в паре с Хеленой Суковой, Рене Стаббс и Беттиной Бунге, с которыми выиграла несколько престижных турниров WTA.
За свои заслуги Граф была удостоена Олимпийского ордена МОК в 1999 году и включена в Международный зал теннисной славы в 2004 году.
Штеффи Граф участвовала в трех Олимпиадах и побеждала в Лос-Анджелесе (1984) (теннисный турнир был показательным) и Сеуле (1988), а в Барселоне-92 получила серебро, уступив в финале Дженнифер Каприати. В 1996 году Граф усиленно готовилась к выступлениям в Атланте, но буквально перед стартом Олимпиады травмировалась. Этот факт она считает самой большой неудачей в карьере.
Дважды Граф приносила сборной Германии чемпионский титул Кубка Федерации — в 1987 и 1992 годах.
Победительница Кубка Хопмана в 1993 году вместе с Михаэлем Штихом.
Игра Штеффи Граф первоначально строилась на атлетизме. Её сильнейший форхенд (удар справа) был долгое время главным козырем. Заметное преимущество Граф приносила работа ног и очень быстрое перемещение по площадке. Она часто забегала под право для выполнения форхенда и открывала значительную часть корта. Однако, соперницы не могли воспользоваться этим игровым преимуществом, так как перемещение Граф по корту было очень быстрым. С годами игра Граф улучшалась, технический уровень повышался. В момент противостояния с Селеш, Штеффи Граф стала посылать мяч на сторону соперниц с подкруткой и очень низко над сеткой, что вынуждало соперниц бить по мячу с низкой точки и совершать ошибки. Также Граф отличалась высокой концентрацией и непоколебимостью в течение всего матча. Ментальная составляющая её игры была крайне высокой. Одна из сильнейших и вариативных подач в женском Туре тоже являлась преимуществом немки. Единственный неатакующий удар в арсенале Граф бекхенд со временем тоже превратился в серьёзное оружие. Теннисистка все чаще в 90-х годах стала использовать слайсы и очень низкую подрезку. В конце карьеры к Граф вернулся и топспин слева, который она потеряла в начале 1990 года, когда сломала большой палец на руке на горнолыжном курорте. В отличие от топспина в первый этап доминирования в Туре (период 1987-89 годов), во второй фазе доминирования (с 1993 года) этот удар Граф стал более резким и отрывистым. Однако, резаный удар продолжал оставаться в приоритете с бекхенда.
За свою долгую карьеру Граф многократно травмировалась, но каждый раз победно возвращалась на корт. В 1997 году старые проблемы со спиной и ногами обострились и Граф вынуждена была прервать выступления почти на год (не выступала с июня 1997 года по май 1998 года). Возвращение в 1998 году получилось мучительным и тяжелым, но в 1999 году она вновь вошла в тройку сильнейших в мире. После победы на Ролан Гаррос-99 над Хингис и финала Уимблдона-99 против Дэвенпорт на мажорной ноте Штеффи Граф завершила профессиональную карьеру.
На протяжении всей карьеры Граф журналисты пытались разжиться на её имени. Репутация спортсменки была настолько незапятнанной, а достижения высоки, что пресса пыталась найти хоть какую-то «жареную» информацию, касающуюся Граф. Так, в 1990 году пресса разразилась пикантными подробностями из личной жизни отца спортсменки Петера Графа. СМИ на первых полосах помещали фотографии отца Штеффи Граф в объятиях молодой модели (в это время Петер был женат на матери Штеффи). Журналисты писали о незаконнорождённом ребёнке этого союза. Также был раздут ажиотаж вокруг нападения поклонника Штеффи Граф Гюнтера Пархе на Монику Селеш, что бросило тень на репутацию Граф. В 1995 году с именем Петера Графа был связан финансовый скандал. Ему вменялось в вину неуплата налогов от огромной суммы призовых побед знаменитой дочери, чьи дела он вел единолично. В 1996 году Петера Графа приговорили к тюремному заключению на 4 года.
За свою карьеру Штеффи Граф заработала свыше 21 млн долларов США. Этот рекорд по призовым среди женщин только в 2007 году превзошла американка Линдсей Дэвенпорт.

## Жизнь после окончания карьеры

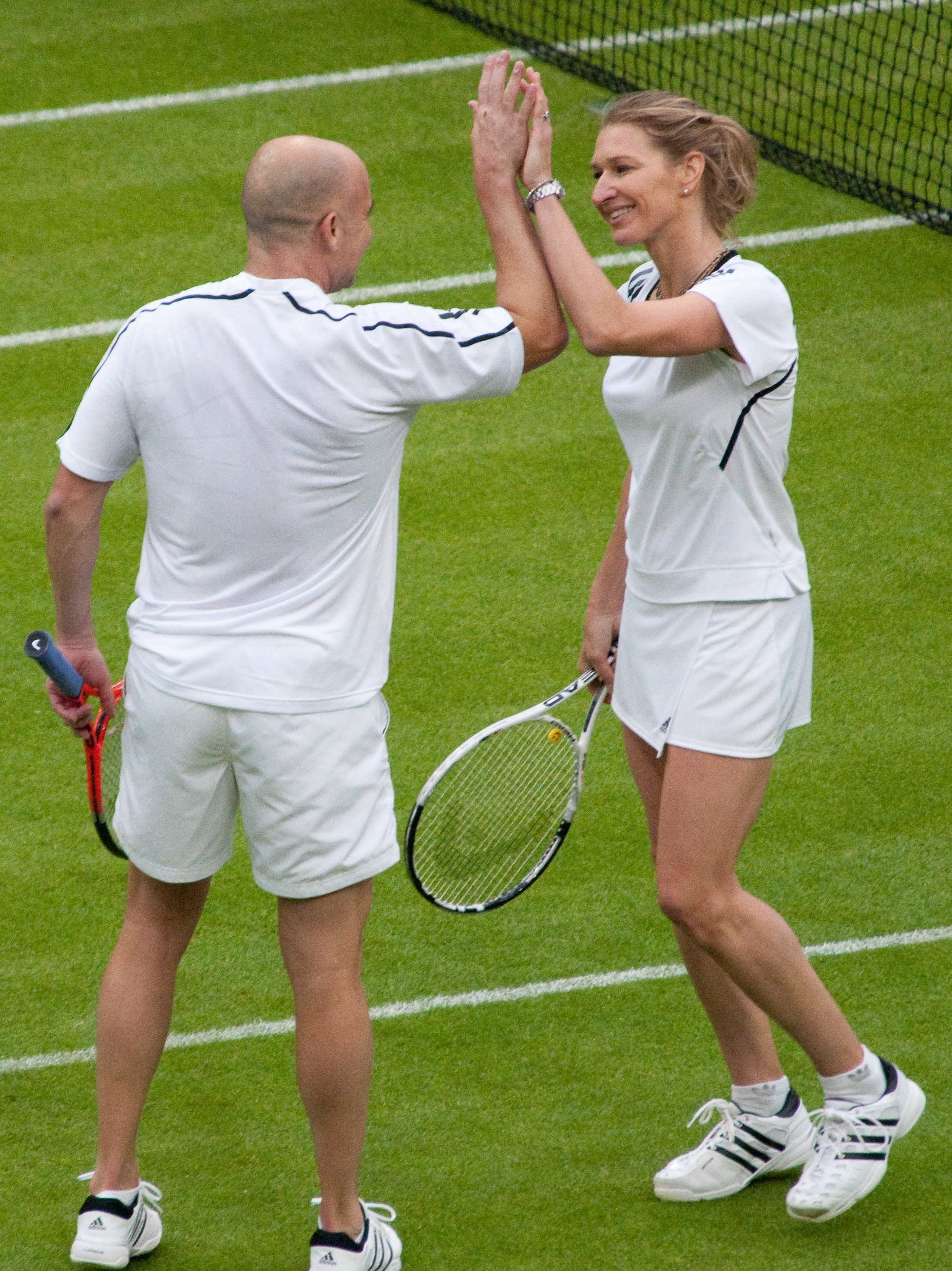
Граф и Андре Агасси на Уимблдоне в 2009 году

В 1989—1992 годах у Граф были отношения с немецким теннисистом Александером Мронцем. В период 1992—1999 годов Граф встречалась с немецким автогонщиком Михаэлем Бартельсом.
В 1999 году стремительно стал развиваться роман Граф с другой звездой мирового тенниса Андре Агасси. 22 октября 2001 года в Лас-Вегасе Штеффи Граф вышла замуж за Андре Агасси. 27 октября 2001 года у них родился сын Джеден Джил, а 3 октября 2003 года — дочь Джаз Эли (англ. Jaz Elle).
Почти 8 лет Штеффи Граф не выступала, но с 2006 года возобновила участие в выставочных и благотворительных матчах.
В настоящее время Штеффи Граф активно занимается благотворительностью и является главой благотворительного детского фонда «Children for Tomorrow». Владеет магазинами спортивных товаров под маркой своего имени. В Германии она собиралась построить в 2008 году клинику для детей беженцев. Великая спортсменка является лицом швейцарской марки часов LONGINES. Рекламирует одежду и предметы интерьера самых знаменитых фирм мира. Кроме этого, Граф финансово поддерживает некоторых юниоров в теннисе. На родине в Германии есть спортивные площадки имени Штеффи Граф, установлен даже памятник с её изображением. Став лучшей теннисисткой планеты, Граф была избрана почётным гражданином родного Брюля. А в канун 2000 года немцы выбрали её «спортсменкой столетия». Штеффи Граф часто приглашают в качестве почетного гостя на важные теннисные соревнования. Так, в 2009 году она вручала победный трофей на Ролан Гаррос российской спортсменке Светлане Кузнецовой.
Накануне своего 40-летия Граф так сказала о роли тенниса в её жизни: «Самый большой подарок, который мне преподнес теннис, — это моя семья… А на втором месте — возможность свободно выбирать то, чем бы я хотела заняться. Я счастлива, что могу участвовать в нескольких великолепных проектах. Я могу путешествовать, посещать музеи, выставки, любоваться архитектурой, изучать различные культуры. И тот опыт, который с этим приходит, я могу использовать во всех моих начинаниях».
Граф владеет немецким, английским, французским и испанским языками.
Проживает в Лас-Вегасе со своей семьёй.

## История выступлений на турнирах Большого шлема в одиночном разряде
| Турнир          | 1983 | 1984 | 1985 | 1986 | 1987 | 1988 | 1989 | 1990 | 1991 | 1992 | 1993 | 1994 | 1995 | 1996 | 1997 | 1998 | 1999 | Число титулов |
| --------------- | ---- | ---- | ---- | ---- | ---- | ---- | ---- | ---- | ---- | ---- | ---- | ---- | ---- | ---- | ---- | ---- | ---- | ------------- |
| Australian Open | 1/32 | 1/8  | —    | —    | —    | П    | П    | П    | 1/4  | —    | Ф    | П    | —    | —    | 1/8  | —    | 1/4  | 4             |
| Ролан Гаррос    | 1/32 | 1/16 | 1/8  | 1/4  | П    | П    | Ф    | Ф    | 1/2  | Ф    | П    | 1/2  | П    | П    | 1/4  | —    | П    | 6             |
| Уимблдон        | —    | 1/8  | 1/8  | —    | Ф    | П    | П    | 1/2  | П    | П    | П    | 1/64 | П    | П    | —    | 1/16 | Ф    | 7             |
| US Open         | —    | 1/64 | 1/2  | 1/2  | Ф    | П    | П    | Ф    | 1/2  | 1/4  | П    | Ф    | П    | П    | —    | 1/8  | —    | 5             |
| Рейтинг         | 98   | 22   | 6    | 3    | 1    | 1    | 1    | 1    | 2    | 2    | 1    | 1    | 1    | 1    | 28   | 9    | 3    | —             |

## История выступлений на турнирах Большого шлема  в парном разряде
| Турнир          | 1983 | 1984 | 1985 | 1986 | 1987 | 1988 | 1989 | 1990 | 1991 | 1992 | 1993 | 1994 | 1995 | 1996 | 1997 | 1998 | 1999 | Число титулов |
| --------------- | ---- | ---- | ---- | ---- | ---- | ---- | ---- | ---- | ---- | ---- | ---- | ---- | ---- | ---- | ---- | ---- | ---- | ------------- |
| Australian Open | —    | 1/16 | —    | —    | —    | 1/2  | 1/2  | 1/32 | —    | —    | —    | 1/32 | —    | —    | —    | —    | 1/32 | —             |
| Ролан Гаррос    | —    | 1/32 | 1/64 | Ф    | Ф    | 1/2  | Ф    | —    | —    | 1/2  | —    | —    | —    | —    | —    | —    | —    | —             |
| Уимблдон        | —    | 1/64 | 1/64 | —    | 1/16 | П    | 1/4  | 1/4  | 1/64 | —    | —    | —    | —    | —    | —    | —    | —    | 1             |
| US Open         | —    | 1/32 | 1/32 | 1/2  | 1/2  | 1/2  | 1/2  | 1/4  | —    | —    | —    | —    | —    | —    | —    | —    | —    | —             |

## Факты
- За свой выдающийся удар справа Штеффи Граф получила прозвище «фройлен форхенд»[7].
- На показательном турнире Олимпиады 1984 года Штеффи Граф была самым младшим участником (15 лет), посеяна была 8-й, но в итоге именно она стала победительницей.
- Девятнадцать раз Штеффи Граф смогла выиграть матчи с сухим счетом (6:0, 6:0).[источник не указан 3104 дня]
- В финале Уимблдона-93 Граф уступала в третьем решающем сете Яне Новотной со счетом 1:4, но сумела переломить ход поединка. Выиграв 5 геймов подряд, она в пятый раз праздновала победу[8].
- В 1995 и 1996 годах на турнирах Большого шлема Штеффи Граф выступила со 100-процентным результатом. Она выиграла все турниры, в которых принимала участие. Открытый чемпионат Австралии Граф пропускала по собственной инициативе, и очередной Большой шлем не состоялся.
- В 1999 году на последнем своем Уимблдоне Граф сыграла микст с Джоном Макинроем. Они дошли до полуфинала, и на этой стадии из-за обострившихся болей в колене и необходимости сконцентрироваться на финале в одиночном женском разряде Граф отказалась от борьбы. В одиночном разряде она в 9-й раз вышла в финал[9].
- Одна из главных соперниц Штеффи Аранча Санчес-Викарио, после очередного проигранного немке финала турнира Большого шлема, заявила: «Её никто не может остановить. Я молю Бога только об одном — чтобы она скорее вышла замуж и оставила корт»[10].
- «Мы решили немножко поговорить или всё-таки будем играть в теннис?» — заметила Граф во время финала Ролан Гаррос-1999, где финалистка и первая ракетка мира на тот момент Хингис постоянно пререкалась с судьёй на вышке и демонстрировала антиспортивное поведение на корте[11]. Штеффи в итоге выиграла этот матч и завоевала 22-й и последний титул на турнирах Большого шлема.
- Штеффи Граф имеет положительную статистику встреч со всеми сильнейшими теннисистками своего времени. Лишь с Мартиной Навратиловой у неё ничейный результат — 9:9.

### Первая ракетка мира на конец календарного года (8)
| 1 | Штеффи Граф         | 280,20 |
| 2 | Мартина Навратилова | 231,21 |
| 3 | Крис Эверт          | 165,76 |
| 4 | Пэм Шрайвер         | 137,27 |
| 5 | Хана Мандликова     | 120,96 |

|
| 1 | Штеффи Граф         | 325,78 |
| 2 | Мартина Навратилова | 211,89 |
| 3 | Крис Эверт          | 161,86 |
| 4 | Габриэла Сабатини   | 143,37 |
| 5 | Пэм Шрайвер         | 120,68 |

|
| 1 | Штеффи Граф           | 300,99 |
| 2 | Мартина Навратилова   | 208,19 |
| 3 | Габриэла Сабатини     | 166,55 |
| 4 | Зина Гаррисон         | 128,49 |
| 5 | Аранча Санчес-Викарио | 121,22 |

|-
|
| 1 | Штеффи Граф         | 278,10 |
| 2 | Моника Селеш        | 203,75 |
| 3 | Мартина Навратилова | 199,42 |
| 4 | Мери-Джо Фернандес  | 147,02 |
| 5 | Габриэла Сабатини   | 137,01 |

|
| 1 | Штеффи Граф           | 409,17 |
| 2 | Аранча Санчес-Викарио | 243,55 |
| 3 | Мартина Навратилова   | 221,49 |
| 4 | Кончита Мартинес      | 192,33 |
| 5 | Габриэла Сабатини     | 146,40 |

|
| 1 | Штеффи Граф           | 353,29 |
| 2 | Аранча Санчес-Викарио | 311,70 |
| 3 | Кончита Мартинес      | 180,21 |
| 4 | Яна Новотна           | 164,09 |
| 5 | Мэри Пирс             | 155,73 |

|-
|
| 1 | Штеффи Граф           | 393,50 |
| 1 | Моника Селеш          | -----  |
| 2 | Кончита Мартинес      | 255,60 |
| 3 | Аранча Санчес-Викарио | 228,77 |
| 4 | Кимико Дате           | 165,83 |

|
| 1 | Штеффи Граф           | 4.649 |
| 2 | Моника Селеш          | 4.056 |
| 3 | Аранча Санчес-Викарио | 3.668 |
| 4 | Кончита Мартинес      | 3.180 |
| 5 | Яна Новотна           | 3.087 |

## Победные выступления на итоговом турнире года
| Год  |                                     | Результат               |
| ---- | ----------------------------------- | ----------------------- |
| 1987 | Штеффи Граф — Габриэла Сабатини     | 4-6, 6-4, 6-0, 6-4      |
| 1989 | Штеффи Граф — Мартина Навратилова   | 6-4, 7-5, 2-6, 6-2      |
| 1993 | Штеффи Граф — Аранча Санчес-Викарио | 6-1, 6-4, 3-6, 6-1      |
| 1995 | Штеффи Граф — Анке Хубер            | 6-1, 2-6, 6-1, 4-6, 6-3 |
| 1996 | Штеффи Граф — Мартина Хингис        | 6-3, 4-6, 6-0, 4-6, 6-0 |